# FC Loughborough
Loughborough Football Club war ein englischer Fußballklub aus Loughborough, Leicestershire, der von 1895 bis 1900 fünf Spielzeiten in der Football League Second Division absolvierte.

## Nachfolgeklubs
- Loughborough Corinthians: gegründet 1903, der Verein war in einigen FA-Cup-Spielen erfolgreich, jedoch löste er sich, wie sein Vorgängerklub, 1933 auf.
- Loughborough United: gegründet 1960, nach ebenfalls einigen wenigen FA-Cup-Spielen und dem Sieg der Midland League wurde der Verein 1973 aufgelöst.
- Loughborough FC: gegründet 1988, versuchte sich in der Central Midlands League, aufgelöst 1990
- Loughborough Athletic: Der heutige Nachfolgeklub, gegründet 2001, versuchte sich in der Midland Football Combination, stieg aber ab und spielt nun in der 13. höchsten englischen Spielklasse, in der North Leicestershire Football League.